# ویل الساپ
ویلیام آلن "ویل" الساپ (انگلیسی: Will (William) Allen Alsop)؛ متولد ۱۲ دسامبر ۱۹۴۷ و درگذشت ۱۲ مهٔ ۲۰۱۸ در سن ۷۰ سالگی یک معمار اهل انگلستان بود؛ که جوایز بیشماری را در عرصه معماری گرفت.